# イラク共和国 (1958年-1968年)

イラク共和国
الجمهورية العراقية（アラビア語）
كۆماری عێراق（クルド語）

国歌: موطني（アラビア語）
わが祖国（1958年 - 1965年）

والله زمان يا سلاحي（アラビア語）
（1965年 - 1969年）
 
イラク共和国の位置

遡及的にイラク第一共和国、またイラク共和国、イラク・カシム政権（1958年 - 1963年）、イラク・ナセル主義政権（1963年 - 1968年）としても知られるイラク共和国（イラクきょうわこく、アラビア語: جمهورية العراق、クルド語: كۆماری عێراق）は、ムハンマド・ナジーブ・アッ＝ルバーイー大統領とアブドルカリーム・カーシム首相の統治下で1958年に設立された国である。イラク王国が打倒された7月14日革命の結果、王国とアラブ連邦は解散し、イラク共和国が樹立された。この時代は、1968年にバアス党が政権を握ったことで終わった。本項では、1958年から1968年までのイラクについて述べる。

## 領土の変更
イラク王国は、ヨルダンとともにアラブ連邦を結成していたが、イラクはイラク王国時代の領土へ戻り、ヨルダンは再び独立した国家となった。

### 領土の目的
カシムは、政権の人気のスローガンで「北のザホーから南のクウェートへ」と特定された北の最高点と南の最低点から南北の領土境界を具体的に特定した。そして今はイラクとトルコの間。 イラクのカシム政府とその支持者たちは、彼らが「イランに付属するクルディスタン」と呼ぶものに対するクルド人の無関心を支持し、イラクがイランのクルディスタンのイラク・クルディスタンへの統一を支持したことを示唆している 。 カシム政府は、フーゼスターンに対して無差別の主張を行った。それは、1961年に独立するまで、当時イギリスによって支配されていたクウェートに対する民族統一主義の主張を保持していた。

## 文化
アブドルカリーム・カーシムは、アラブ人、アッシリア人、クルド人、ヤジディスなどのすべての民族グループをイラク国家の対等なパートナーとして認める市民イラクナショナリズムを推進した。クルド語は、カーシム政府の下でイラクで正式に法的に許可されただけでなく、 アラビア語のアルファベットのクルド語版がイラク国で使用されるように採用され、クルド語は、クルド語の領土とイラクの他の地域の両方で、すべての教育機関で指導の媒体になった。カーシム政権下では、アラブ・クルド人の友愛に基づくイラクの文化的アイデンティティが民族的アイデンティティよりも強調され、カーシム政府はクルド人のナショナリズムをイラクのナショナリズムとイラクの文化に統合しようとした。カーシム政府とその支持者は、彼らが「イランに付属するクルド人」と呼ぶものに対するクルド人の民族統一主義を支持し、イラクがイラクとの統一を支持したというイランのクルド人居住地域に対する民族統一主義の主張を保持したことを示唆している。 「イラク統一内のクルド人の国民的権利」を約束する声明や、イラクとの統一を支援するためにイランのクルド人を採用するというイラクによる公然たる試みを含むカーシム政府の親クルド人政策は、イランが居住していたすべてのクルド人の統一に対するイランの支持を宣言することによって対応した。クルド人に対するカーシムの最初の政策は、中東中のクルド人の間で非常に人気があり、彼の政策を支持して、カーシムを「アラブ人とクルド人の指導者」と呼んだ。
クルド人指導者ムスタファ・バルザーニは、カーシムとの同盟関係にあり、カーシムが前君主制によって課された亡命からイラクに戻る権利を彼に与えたとき、1958年に「私のクルド人全員を代表して、イラク市民であることに対するクルド人の支持を宣言した。バルザニはまた、クルド人難民のディアスポラがイラクに戻ることを許可したことでカーシムを賞賛し、イラクへの忠誠を宣言した。

## 経済
カーシム政権下で、イラク政府はその行動と経済に関する文書の中で、9つの経済原則を推進した。（1）経済全体にわたる経済計画。（2）独占を解体し、中産階級を強化する。（3）経済を帝国主義から解放する。（4）土地所有制度の廃止。（5）すべての国との貿易を確立する。（6）アラブ諸国とのより緊密な経済関係。（7）公共部門の拡大。（8）民間部門の奨励。（9）より高い経済成長率を生み出す。

## 歴史

### 共和党革命の前身

#### 政治的問題
第二次世界大戦中および戦後、1941年のイラククーデターにより、英国はイラクを再占領した。このクーデターでは、ドイツの諜報機関と軍事支援を受けた4人の国民主義イラク将軍が、リージェントアブドゥルイラとヌリアルサイード首相を倒した。イラクの首相としてのラシード・アリ。アリは最終的にイギリス軍とアブドゥル・イラーとアル・サイード朝の権力によって追放された。1947年、イラク人は英国の撤退交渉を開始し、最終的に1948年1月15日にポーツマスで条約を交渉し、イラクの軍事計画とイラクの外交の英国による統制を監督する英国とイラクの合同防衛委員会の創設を規定した。

## ギャラリー

国旗 (1958–1959)
国旗 (1959–1963)
国旗 (1963–1968)

国章 (1959–1965)
紋章 (1965–1968)